# Walter Mannchen
Fritz Julius Walter Mannchen (* 17. November 1905 in Magdeburg; † 5. April 1972 in Freiberg) war ein deutscher Chemiker und Hochschullehrer.

## Leben
Walter Mannchen legte 1926 in Breslau das Abitur ab, danach studierte er Chemie, Metallkunde und Röntgenstrukturlehre an der TH Breslau. 1930 erwarb er das Diplom und begann eine Tätigkeit als Assistent am Institut für Physikalische Chemie der Georg-August-Universität Göttingen. Im Jahr 1933 wurde er an der TH Breslau zum Dr.-Ing. promoviert. Von 1935 bis 1946 arbeitete er  als Chemiker und Leiter des von ihm aufgebauten Forschungslabors für Leichtmetalle bei der I.G. Farben in Aken. 1947 war er als verantwortlicher Techniker am Aufbau der Magnesitwerke in Aken beteiligt, später wurde er dort Technischer Leiter und Stellvertretender Werkleiter.
1952 wurde er von der Bergakademie Freiberg zum Professor für Physikalische Chemie und zum Institutsdirektor berufen. Von 1955 bis 1959 wirkte er als Prodekan der Fakultät für Naturwissenschaften und Ergänzungsfächer, zudem leitete er bis 1959 kommissarisch das Institut für Organische Chemie und Chemie der Kohle und Öle. Im Jahr 1962 wurde er Mitglied der Deutschen Akademie der Wissenschaften zu Berlin. Im März 1967 wurde er Leiter der Fachrichtung Chemie, und nach der Dritten Hochschulreform der DDR im Jahr 1968 wurde er Direktor der neu gegründeten Sektion Chemie. Diese Funktion übte er ein Jahr lang aus. Zum 1. September 1971 wurde er emeritiert.
Walter Mannchen starb 1972 in Freiberg. Sein Grab befindet sich auf dem Donatsfriedhof.

## Veröffentlichungen (Auswahl)
- Über den Einfluß der Dielektrizitätskonstanten des Lösungsmittels auf die Dissoziationskonstanten substituierter organischer Säuren, Dissertation, 1934
- Die Wasserstoffbestimmung in Magnesiumlegierungen : ein Beitrag zur Frage der Keimbildung bei ihrer Erstarrung (1951)
- Einführung in die Thermodynamik der Mischphasen, 1965